# مارکو بریگانتی
مارکو بریگانتی (انگلیسی: Marco Briganti؛ زادهٔ ۶ مهٔ ۱۹۸۲) بازیکن فوتبال اهل ایتالیا است.
از باشگاه‌هایی که در آن بازی کرده‌است می‌توان به باشگاه فوتبال کرمونزه، باشگاه فوتبال مونتسا، و باشگاه فوتبال پیستویزه اشاره کرد.